# Équipe d'Allemagne espoirs de cyclisme sur route
L'équipe d'Allemagne espoirs de cyclisme sur route est l'équipe nationale des moins de 23 ans de cyclisme sur route. La sélection représente l'Allemagne aux championnats du monde sur route espoirs. Elle participe également aux épreuves espoirs de l'UCI Coupe des Nations U23 qui regroupent des courses d'un jour, par étapes et des championnats de cyclisme continentaux. 

## Sélectionneurs

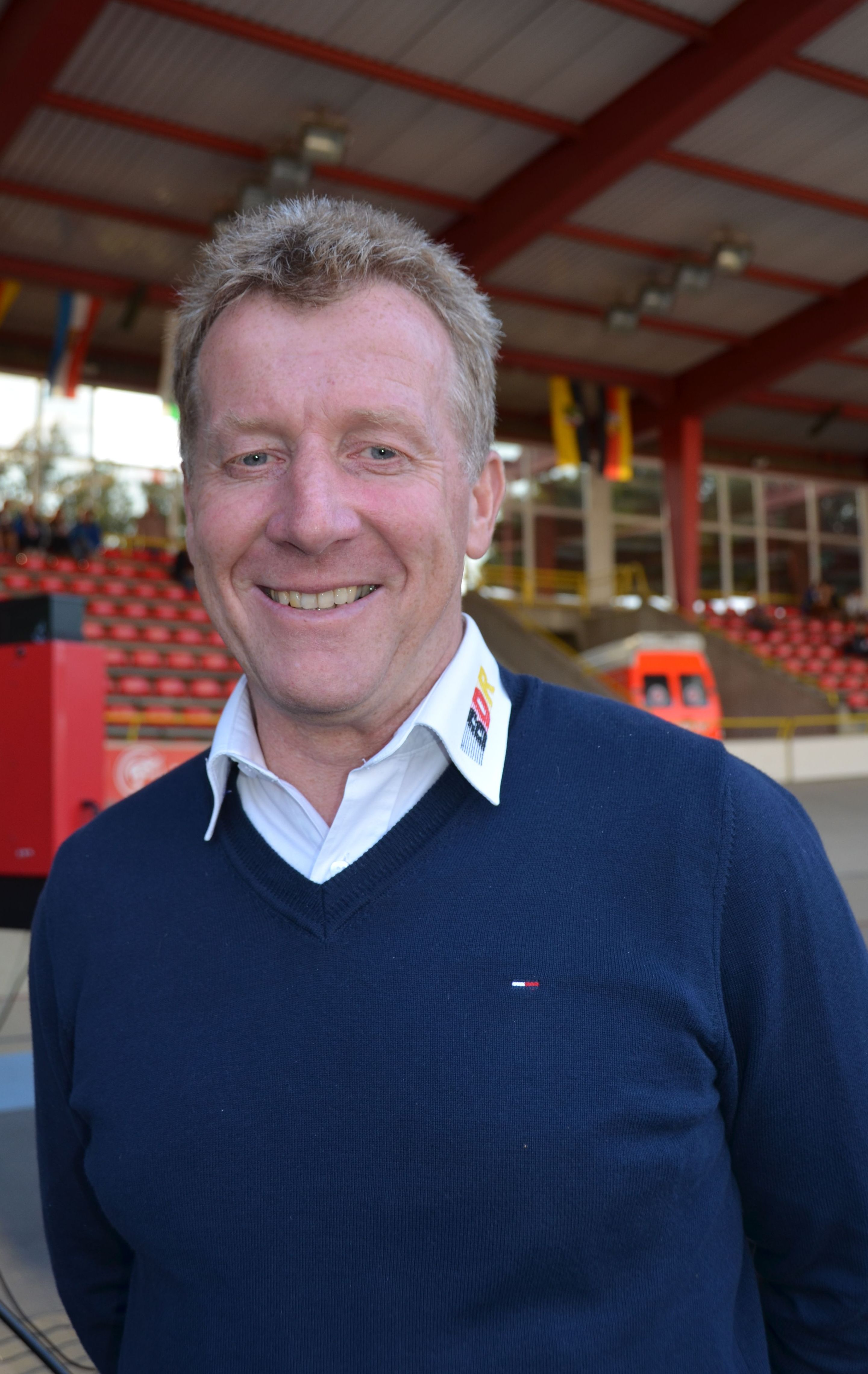
Patrick Moster (2014)

- 2001-2011 : Patrick Moster
- 2012- : Ralf Grabsch

## Palmarès

### Championnats du monde espoirs
| Édition | Médaille | Coureur               | Épreuve                  |
| ------- | -------- | --------------------- | ------------------------ |
| 1996    | Bronze   | Andreas Klöden        | Contre-la-montre espoirs |
| 1999    | Bronze   | Matthias Kessler      | Course en ligne espoirs  |
| 2001    | Argent   | Sebastian Lang        | Contre-la-montre espoirs |
| 2003    | Or       | Markus Fothen         | Contre-la-montre espoirs |
| 2006    | Or       | Gerald Ciolek         | Course en ligne espoirs  |
| 2008    | Bronze   | John Degenkolb        | Course en ligne espoirs  |
| 2008    | Argent   | Patrick Gretsch       | Contre-la-montre espoirs |
| 2009    | Bronze   | Patrick Gretsch       | Contre-la-montre espoirs |
| 2010    | Argent   | John Degenkolb        | Course en ligne espoirs  |
| 2010    | Bronze   | Marcel Kittel         | Contre-la-montre espoirs |
| 2015    | Argent   | Maximilian Schachmann | Contre-la-montre espoirs |
| 2015    | Bronze   | Lennard Kämna         | Contre-la-montre espoirs |
| 2016    | Argent   | Pascal Ackermann      | Course en ligne espoirs  |
| 2016    | Or       | Marco Mathis          | Contre-la-montre espoirs |
| 2016    | Argent   | Maximilian Schachmann | Contre-la-montre espoirs |
| 2017    | Argent   | Lennard Kämna         | Course en ligne espoirs  |
| 2024    | Or       | Niklas Behrens        | Course en ligne espoirs  |

### Coupe des nations espoirs
| Édition | Classement | Victoires | Détail                                                  |
| ------- | ---------- | --------- | ------------------------------------------------------- |
| 2007    | 7e         |           |                                                         |
| 2008    | 5e         |           |                                                         |
| 2009    | 2e         |           |                                                         |
| 2010    | 6e         |           |                                                         |
| 2011    | 9e         |           |                                                         |
| 2012    | 19e        |           |                                                         |
| 2013    | 8e         | 1         | Tour des Flandres espoirs (Rick Zabel)                  |
| 2014    | 13e        |           |                                                         |
| 2015    | 7e         |           |                                                         |
| 2016    | 17e        |           |                                                         |
| 2017    | 21e        |           |                                                         |
| 2018    | 5e         |           |                                                         |
| 2019    | 6e         | 1         | Gand-Wevelgem espoirs (Jonas Rutsch)                    |
| 2020    | 5e         |           |                                                         |
| 2021    | 7e         |           |                                                         |
| 2022    | 3e         |           |                                                         |
| 2023    | 10e        |           |                                                         |
| 2024    | 7e         | 1         | Championnat du monde sur route espoirs (Niklas Behrens) |

### Championnats d'Europe espoirs
| Édition | Médaille | Coureur               | Épreuve                  |
| ------- | -------- | --------------------- | ------------------------ |
| 1998    | Bronze   | Raphael Schweda       | Course en ligne espoirs  |
| 2001    | Argent   | Eric Baumann          | Course en ligne espoirs  |
| 2001    | Bronze   | Sebastian Lang        | Contre-la-montre espoirs |
| 2003    | Or       | Markus Fothen         | Contre-la-montre espoirs |
| 2004    | Or       | Christian Müller      | Contre-la-montre espoirs |
| 2008    | Argent   | Paul Voss             | Course en ligne espoirs  |
| 2009    | Or       | Marcel Kittel         | Contre-la-montre espoirs |
| 2011    | Or       | Julian Kern           | Course en ligne espoirs  |
| 2013    | Bronze   | Jasha Sütterlin       | Contre-la-montre espoirs |
| 2015    | Bronze   | Maximilian Schachmann | Contre-la-montre espoirs |
| 2016    | Or       | Lennard Kamna         | Contre-la-montre espoirs |
| 2022    | Or       | Felix Engelhardt      | Course en ligne espoirs  |
| 2024    | Argent   | Niklas Behrens        | Course en ligne espoirs  |